# ケイ・ワン脱税事件
ケイ・ワン脱税事件（ケイ・ワンだつぜいじけん）は、格闘技K-1を主催するイベント運営会社「ケイ・ワン」を巡る脱税事件。

## 概要
石井和義が経営する「ケイ・ワン」が興行等で得た2000年9月期までの4年間に法人所得である計約9億円を石井の知人であった佐藤猛と共謀し、佐藤が経営する企画会社に外注費を支払ったように見せかける仮装隠蔽行為等を行い、ケイ・ワンの利益を圧縮して法人税3億円を免れ、隠し所得のうち約4億3千万円を石井が選手への裏ファイトマネーの支払いや高級車の購入や生活費などに流用していた。
2001年9月に東京国税局の査察を受けたことを受けて、同年11月頃にプロボクシング元ヘビー級王者のマイク・タイソン選手の招致計画を利用する隠蔽工作を思いつき、2002年3月までに経費として認められる巨額の違約金を条項に含む虚偽の契約書を作成し、マイク・タイソン選手の招致に失敗したことでマイク・タイソン側に違約金を支払ったために隠し所得は残っていないという主張をしようとし、イトマン元常務の伊藤寿永光もこの計画に協力していた。しかし、この契約書は1999年に作成されたはずだったが、契約書のケイ・ワンの所在地として2000年9月の移転先の住所で記入されていたことで隠蔽工作が発覚した。
2002年下半期に東京地検特捜部の捜査で関係者が法人税法違反や証拠隠滅罪で起訴され、以下の判決が言い渡された。証拠隠滅教唆罪について石井は「隠蔽工作は元常務の提案で教唆罪は成立しない」と主張したが、最高裁は決定理由で「石井被告の承諾や依頼があった」として同罪成立を認めた。
| 関係者名                  | 容疑                         | 判決                                   |
| ------------------------- | ---------------------------- | -------------------------------------- |
| 石井和義 ケイ・ワン社長   | 法人税法違反・証拠隠滅教唆罪 | 懲役1年10ヶ月                          |
| 伊藤寿永光 イトマン元常務 | 証拠隠滅罪                   | 懲役1年6ヶ月執行猶予3年                |
| マイク・タイソン代理人    | 証拠隠滅罪                   | 懲役10ヶ月執行猶予4年                  |
| 顧問税理士                | 法人税法違反                 | 懲役2年執行猶予5年・罰金2400万円       |
| 佐藤猛 企画会社社長       | 法人税法違反                 | 懲役1年10ヶ月執行猶予4年・罰金1700万円 |
| 法人「ケイ・ワン」        | 法人税法違反                 | 罰金7000万円                           |

## 関連書籍
- 小林英明『「やってはいけない!」法律知識』（PHPビジネス新書）